# Orlea
Orlea es una comuna ubicada en el distrito de Olt, Rumania.

## Superficie
Posee una superficie de 53,90 kilómetros cuadrados.

## Demografía
Hasta 2021 la población era de 1917 habitantes, con una densidad de población de 35,57 habitantes por kilómetro cuadrado.